# 最後一局
《最後一局》（日语：ラストイニング）是由神尾龍原作、中原裕作画的漫畫作品。於小学館漫畫雜誌《Big Comic Spirits》2004年至2014年期間連載。

## 登场人物

### 私立彩珠学院高校
36年前，在甲子园大会中完成初出场初优胜的伟业。但近年每回预选都在第一战败退。略称「彩学」。学校名字的由来是埼玉县的别称『彩之国』。登场人物的姓名则来自于埼玉县的市镇村等。
鳩谷圭輔
本作主人公。昵称为咕咕（ポッポ）或波波（ポッポ）。身高180cm。体重73kg。
平時看起來吊兒郎噹，其實很能看準別人的心理，只是口氣都很不好聽。
為13年前彩學的主戰捕手，就在將打進甲子園時最後一場決賽，面對春日野大榮高校的九局下半，滿壘時，引導投手最後一顆球接捕時認為是好球，並能打延長賽，卻遭主審裁判鶴島判決為｢壞球｣終判，形成｢再見保送｣。大忿之下揍了鶴島一拳，之後從此消失在球場上。到處流浪，成為居無定所，直到碰到｢操盤師｣桃谷十三。而後在二十五歲那年成為業務員，卻因為任職的公司是黑心公司，負責人和其前女友捲款潛逃而被拘捕。被關在拘留所時，當年的教練、現在的校長狹山滋明終於找到他，以一百萬日圓將鳩谷保釋出來，並讓他擔任彩學的教練。而咕咕亦不負其寄望，將年年｢淘汰郎｣的彩學，經過其魔鬼厲鍊下，以戰養戰，一路過關斬將，現正與聖母學苑爭奪甲子園資格。
毛呂山豐
鸠谷上任之前担任彩学棒球社主教练。身高168cm。体重65kg。個性優柔寡斷，但是偶也能提出｢有用的｣建言。

#### 社員
日高直哉
投手。右投右打。三年级。身高178cm。体重78kg。DCM类型中的C(猫)。
一開始最不配合鳩谷的指導，但經過數場比賽後反而非常信任咕咕。因為姿勢和軸心偏掉，於是鳩谷命令日高要以左投、拉橡皮繩子、穿平底釘鞋來投球。之後被滑川等人發現他具有投到145公里以上的球速之潛力，向咕咕建議，於是鳩谷要求日高要以150KM以上球速邁進。因為未經專業訓練下偷自練指叉球，結果因為方式錯誤導致手肘肌肉發炎，必須休養十天，偏偏剛好又碰上十天之後就是比賽的日期，因此不能練球。從此開始信任咕咕能帶他向以前的大榮報仇。
曾到春日野大榮接受測試，當時測得最快球速135KM，但被大榮教練背棄，因此到彩學。於半準決賽面對｢新仇舊恨｣(曾因主審而被打敗咕咕的｢舊恨｣和放棄日高本人的｢新仇｣)的春日野大榮，6局上半，投出了147KM的直球，令大榮教練團懊悔不已。夏季縣赛決賽對決聖母，前八局好投只失1分，第九局手滑失投被敲出追平分數兩分砲，而後因雨中斷躺著睡覺時，被詩織偷偷獻吻鼓勵，但本人以為是場夢，進入延長賽後繼續投球。本身是屬於｢強投豪打｣的投手，具有敲出深遠安打甚至全壘打的力量。
八潮 創太
捕手。右投右打。二年级。身高173cm。体重65kg。DCM类型中的M(猴)。
因為景仰日高而進入棒球隊，是日高的御用捕手。是鳩谷看好具有很大的成長空間的捕手，能接到145KM以上的快速球。
為了接到日高的球，還使用發球機來練習。
大宮剛士
外野手（右外野手）。右投左打。二年级。身高183cm。体重90kg。DCM类型中的D(狗)，而且是特级犬。
舊姓兒島，因為其父欠債，不得不從名校岡山高校休學，而至嵐建設公司打工。嵐社長知道剛士很想繼續打球，於是在與彩學校友雜魚(鳩谷、校長、大宮等)組成的｢彩學咕咕隊｣比賽後提出讓剛士繼續打球。而由大宮會長收養。
是彩學的｢不動四棒｣，具有優異的長打能力，但是容易想太多。
滑川順平
三垒手。右投右打。三年级。身高175cm。体重72kg。DCM类型中的D。
隊長，是首先服從鳩谷指導的人之一。
上福岡徹
左外野手。右投右打。三年级。身高180cm。体重85kg。DCM类型中的D。
不服從鳩谷隊員之一，家中開醫院，曾因為不滿鳩谷而起出鳩谷的底細，但得到咕咕的原諒。
長打型選手之一，具有長打能力的第七棒，屬於｢揮大棒｣的人。
川口智彦
一垒手、投手。左投左打。三年级。身高185cm。体重80kg。DCM类型中的D。
沒有壓制能力的投手，因此兼練內野手。
擔任投手時是善於牽制的投手。
大井克豐
二垒手。右投右打。三年级。身高170cm(自称)。体重65kg。DCM类型中的D。
具有快腿+長打能力的內野手(就像現在紐約洋基隊的外野手阿方索.索利安諾一樣)。
蓮沼哲也
游击手。右投右打。三年级。身高171cm。体重62kg。DCM类型中的D。
- 判斷力精準之選手，可惜其臂力不佳，只能練外野。

入間博之
外野手（左外野手）。左投左打。二年级。身高171cm。体重60kg。DCM类型中的D。
- 揮大棒的選手，但與上福岡不同，是會選球的類型。

岩槻雅司
外野手（中外野手）。右投右打。二年级。身高168cm。体重68kg。DCM类型中的D。
栗橋友司
外野手。右投右打。三年级。身高175cm。体重70kg。DCM类型中的D。
史蒂夫·斯特洛塔
投手。左投左打。一年级。身高195cm。体重75cm。DCM类型不明。投球姿勢從上肩投球改成側肩投球。動畫宅男一枚，但是觀察力非常好。與日高不同的是屬與｢慢球｣型投手。八潮為了要接史蒂夫的求，於設定暗號時把最慢的直球說成｢大聯盟二號球｣。(參考巨人之星的伴宙大與星飛雄馬之搭配。)
深谷
捕手。二年级。背号为12(夏季县大会)。
- 在隊武體大附屬時八潮傷退之後入替的捕手，但因不擅接快速球，導致差點捕逸。而後被咕咕提點：｢擋不下來的用身體去擋｣，幫助彩學獲勝。

林
三年级。背号为13(夏季县大会)。
石野
三年级。背号为14(夏季县大会)。
坂户
代打。二年级。背号为15(夏季县大会)。
行田
内野手。二年级。背号为16(夏季县大会)。
北本
一年级。背号为17(夏季县大会)。
三芳
一年级。背号为18(夏季县大会)。
新座
一年级。背号为19(夏季县大会)。
岡部
三年级。背号为20(夏季县大会)。
志木
三年级。无背号。
寄居
三年级。无背号。
川島
三年级。无背号。
大宮詩織
球队经理。二年级。身高160cm。
與日高是歡喜冤家，視八潮為談心好友。被聖母學院的明石喜歡(因此被詩織討厭)，實際上是喜歡日高，並在縣賽決賽因雨被迫暫停時，趁著日高躺著睡覺偷偷獻吻鼓勵，但日高以為是場夢。
美里百合子
為銀行貸款專員，負責彩學土地變賣事宜。雖對狹山校長為要重振棒球社不以為然，但還是給以一年期限，若未打進甲子園，棒球社就解散為條件。舊姓桐生，其父母離異後從母姓「美里」。父親為聖母學苑教練桐生教練。因為學生時期對父親以棒球為重感到厭惡，所以討厭棒球，但其實內心對於棒球仍十分熱愛。一開始對於咕咕十分厭惡，處處針對鳩谷，久了之後對他漸有好感，被大宮詩織點破其實喜歡鳩谷，但本人嚴重否認。
狹山滋明
彩學校長，十三年前彩學的教練。對於鳩谷消失非常自責，十三年不斷尋找咕咕。為採用斯巴達教育的教練之一。曾於鳩谷和當時的一壘手於練習賽發生失誤時，於收隊後命令二人不斷的練習，將50顆球練完方能休息。

#### 相關人物
嵐山
「嵐」建設公司的老闆，是很會照顧員工的好老闆。曾在剛士走投無路時收留剛士，讓其在他的公司工作。
與校友會成員關係良好，甚至故意和校友會會長大宮達成「秘密約定」，讓球員到他的工地工作，兼訓練與賺取旅費。

### 聖母學院
本來只是女校，後來因為設立了棒球隊，才招收男生。是彩學的宿敵，更是其後期屈指可數的強校之一。
桐生義正
曾率領球隊打進甲子園的名教練。美里百合子的父親，因為重視棒球大於家庭，導致引起家庭革命，最後與妻子離婚，百合子的監護權歸妻子。是心機很重的教練，城府很深，旁人難以察覺他的下一步，是鳩谷的勁敵。下指令前不向其他教練或球員徵詢，直接判斷，是個令敵隊聞之喪膽的教練。

#### 社員
明石慎之介
聖母學院的王牌投手。右投右打。認識大宮剛士，是認同剛士的強投之一。喜歡大宮詩織，但被後者厭惡。雖然長相帥氣，在校內擁有超高的人氣，可惜個性輕浮，所以被詩織厭惡。
佐倉秀一
捕手。屬於引導型捕手。
新發田祐司
游擊手，聖母的隊長，守備能力擁有大聯盟等級。
豐田翔
體型粗壯的一壘手。

## 用語
DCM理論
鳩谷將曾在業務界待過的經驗應用在棒球上，其解釋為：
D（Dog）：像狗一樣，只會遵從，不會想其他的方式，只要被誇獎就會很開心，就像忠心的狗一樣。C（Cat）：貓的陰晴不定，愛做什麼就做什麼。M（Monkey）：猴的好奇心旺盛，喜歡動腦思考，給一個問題會找出2個問題。必須讓他自行思考才能安撫。

## 現場廣播
2010年12月23日13时至15时30分，作为特别节目，在日本放送中播放了县大会决赛，彩珠学院对圣母学苑的广播棒球实况转播。主持人由日本放送的烟山光纪担任，解说为UNJASH组合的渡部建。节目企划为漫画大赏的发起人吉田尚记。之后本节目获得了第48回银河赏的广播部门的优秀赏。在漫画第29卷的初回限定版中，以CD的形式被收录发行。

## 出版書籍
| 冊數 | 小學館         | 小學館                 | 台灣東販       | 台灣東販               |
| 冊數 | 發售日期       | ISBN                   | 發售日期       | ISBN                   |
| ---- | -------------- | ---------------------- | -------------- | ---------------------- |
| 1    | 2004年4月30日  | ISBN 978-4-09-187281-4 | 2004年7月29日  | ISBN 978-957-473-707-9 |
| 2    | 2004年7月30日  | ISBN 978-4-09-187282-1 | 2004年9月30日  | ISBN 978-957-473-755-0 |
| 3    | 2004年10月29日 | ISBN 978-4-09-187283-8 | 2004年12月30日 | ISBN 978-957-473-798-7 |
| 4    | 2005年1月28日  | ISBN 978-4-09-187284-5 | 2005年3月25日  | ISBN 978-957-473-853-3 |
| 5    | 2005年4月26日  | ISBN 978-4-09-187285-2 | 2005年7月29日  | ISBN 978-957-473-885-4 |
| 6    | 2005年7月29日  | ISBN 978-4-09-187286-9 | 2005年12月30日 | ISBN 978-957-473-945-5 |
| 7    | 2005年10月28日 | ISBN 978-4-09-187287-6 | 2006年4月25日  | ISBN 978-986-176-056-8 |
| 8    | 2006年1月30日  | ISBN 978-4-09-180147-0 | 2006年6月27日  | ISBN 978-986-176-109-1 |
| 9    | 2006年3月30日  | ISBN 978-4-09-180249-1 | 2006年9月28日  | ISBN 978-986-176-163-3 |
| 10   | 2006年7月28日  | ISBN 978-4-09-180568-3 | 2006年11月27日 | ISBN 978-986-176-202-9 |
| 11   | 2006年10月30日 | ISBN 978-4-09-180785-4 | 2007年1月27日  | ISBN 978-986-176-257-9 |
| 12   | 2007年1月30日  | ISBN 978-4-09-181057-1 | 2007年4月26日  | ISBN 978-986-176-324-8 |
| 13   | 2007年3月30日  | ISBN 978-4-09-181166-0 | 2007年7月11日  | ISBN 978-986-176-368-2 |
| 14   | 2007年7月30日  | ISBN 978-4-09-181337-4 | 2007年9月27日  | ISBN 978-986-176-442-9 |
| 15   | 2007年10月30日 | ISBN 978-4-09-181507-1 | 2007年12月27日 | ISBN 978-986-176-512-9 |
| 16   | 2008年1月30日  | ISBN 978-4-09-181708-2 | 2008年7月15日  | ISBN 978-986-176-660-7 |
| 17   | 2008年3月28日  | ISBN 978-4-09-181777-8 | 2008年10月27日 | ISBN 978-986-176-738-3 |
| 18   | 2008年7月30日  | ISBN 978-4-09-182096-9 | 2009年1月9日   | ISBN 978-986-176-798-7 |
| 19   | 2008年9月30日  | ISBN 978-4-09-182148-5 | 2010年2月10日  | ISBN 978-986-176-890-8 |
| 20   | 2008年12月26日 | ISBN 978-4-09-182257-4 | 2010年7月10日  | ISBN 978-986-251-217-3 |
| 21   | 2009年3月30日  | ISBN 978-4-09-182407-3 | 2011年10月21日 | ISBN 978-986-251-582-2 |
| 22   | 2009年7月30日  | ISBN 978-4-09-182566-7 | 2012年1月16日  | ISBN 978-986-251-640-9 |
| 23   | 2009年10月30日 | ISBN 978-4-09-182739-5 | 2012年6月21日  | ISBN 978-986-251-761-1 |
| 24   | 2010年1月29日  | ISBN 978-4-09-182888-0 | 2012年9月18日  | ISBN 978-986-251-840-3 |
| 25   | 2010年3月30日  | ISBN 978-4-09-183074-6 | 2012年11月19日 | ISBN 978-986-251-908-0 |
| 26   | 2010年7月30日  | ISBN 978-4-09-183278-8 | 2013年4月22日  | ISBN 978-986-331-032-7 |
| 27   | 2010年10月29日 | ISBN 978-4-09-183486-7 | 2013年9月23日  | ISBN 978-986-331-162-1 |
| 28   | 2011年1月28日  | ISBN 978-4-09-183616-8 | 2014年3月24日  | ISBN 978-986-331-328-1 |
| 29   | 2011年3月30日  | ISBN 978-4-09-183698-4 |                |                        |
| 30   | 2011年7月29日  | ISBN 978-4-09-183890-2 |                |                        |
| 31   | 2011年10月28日 | ISBN 978-4-09-184118-6 |                |                        |
| 32   | 2012年1月30日  | ISBN 978-4-09-184245-9 |                |                        |
| 33   | 2012年3月30日  | ISBN 978-4-09-184428-6 |                |                        |
| 34   | 2012年7月30日  | ISBN 978-4-09-184605-1 |                |                        |
| 35   | 2012年10月30日 | ISBN 978-4-09-184727-0 |                |                        |
| 36   | 2013年1月30日  | ISBN 978-4-09-184855-0 |                |                        |
| 37   | 2013年3月29日  | ISBN 978-4-09-185038-6 |                |                        |
| 38   | 2013年6月28日  | ISBN 978-4-09-185324-0 |                |                        |
| 39   | 2013年7月30日  | ISBN 978-4-09-185343-1 |                |                        |
| 40   | 2013年10月30日 | ISBN 978-4-09-185573-2 |                |                        |
| 41   | 2014年1月30日  | ISBN 978-4-09-185840-5 |                |                        |
| 42   | 2014年3月29日  | ISBN 978-4-09-186138-2 |                |                        |
| 43   | 2014年5月30日  | ISBN 978-4-09-186180-1 |                |                        |
| 44   | 2014年6月30日  | ISBN 978-4-09-186230-3 |                |                        |